# Sinfonia n.º 3 (Bruckner)
A Sinfonia n.º 3 em ré menor é uma sinfonia elaborada por Anton Bruckner, tendo sido dedicada a Richard Wagner e por isso às vezes denominada Sinfonia Wagner Foi escrita em 1873, revista em 1877 e novamente em 1891.
Em 1873, Bruckner enviou quer a sua Sinfonia n.º 2 quer a Sinfonia n.º 3 para Wagner, dizendo-lhe para escolher aquela que preferia.
A premiere desta sinfonia foi dada em Viena, em 1877, com Bruckner a conduzir a orquestra. O concerto não correu bem. Bruckner não era muito competente na direcção de orquestras e o público, não muito empático, à partida, com o seu trabalho, foi abandonando a sala enquenato a música era tocada.
Depois disto, Bruckner efectuou várias revisões ao trabalho, deixando de fora partes significativas. A original, de 1873, foi publicada em 1977.
A sinfonia era uma das favoritas do director de orquestra Hans Knappertsbusch.

## Descrição
A sinfonia possui quatro movimentos:
1. Mehr langsam, Misterioso
2. Adagio, bewegt, quasi Andante
3. Scherzo : Ziemlich  schnell
4. Finale : Allegro